# KGON
KGON (92.3) est une station de radio émettant du rock classique. 

## Description
La station émet aussi des lives en HD. Situé à Portland (Oregon, États-Unis), la station sert Portland et Vancouver, Washington ainsi que partout dans le monde à partir du site WEB en Web Radio. La station appartient actuellement à Entercom Portland la Licence, LLC.

## Histoire
À l'origine ayant signé en 1967 sous le nom de KLIQ-DE, KGON commence sa vie en tant qu’AOR le 1er février 1974, avec Here Comes the Sun par The Beatles qui est la première chanson étant jouée sur la station. Elle continue dans cette direction jusqu'en octobre 1992 quand elle change et passe le rock classique actuelle.